# Radu Mircea Ispas
Radu Mircea Ispas (n. 19 octombrie 1940) a fost un deputat român în legislatura 1990-1992 în perioada 18 iunie 1990 - 16 ianuarie 1992, ales în județul Dolj pe listele partidului FSN. Deputatul Radu Mircea Ispas a fost înlocuit după demisia sa de către deputatul Leonida Nicolae Nicolaescu.